# Nothopsyche longicornis
Nothopsyche longicornis là một loài Trichoptera trong họ Limnephilidae. Chúng phân bố ở miền Cổ bắc.